# Cleptocaccobius youngai
Cleptocaccobius youngai är en skalbaggsart som beskrevs av Vladimir Balthasar 1967. Cleptocaccobius youngai ingår i släktet Cleptocaccobius och familjen bladhorningar. Inga underarter finns listade i Catalogue of Life.